# Вараксіно (Новосибірська область)
Вараксіно (рос. Вараксино) — село у Киштовському районі Новосибірської області Російської Федерації.
Входить до складу муніципального утворення Вараксінська сільрада. Населення становить 197 осіб (2010).

## Історія
Згідно із законом від 2 червня 2004 року органом місцевого самоврядування є Вараксінська сільрада.

## Населення
| 2002 | 2007 | 2010 |
| ---- | ---- | ---- |
| 315  | ↘253 | ↘197 |